# 乙酰丙酮钛(III)
乙酰丙酮钛(III)是一种配位化合物，化学式为Ti(acac)3，其中acac−为乙酰丙酮阴离子。它是对空气敏感的蓝色固体，可溶于非极性有机溶剂中。它可由三氯化钛和乙酰丙酮在碱的存在下反应制得。它是齐格勒-纳塔催化剂的预催化剂。
它的热稳定性比相应的钒配合物V(acac)3低，热分解会生成丙酮，并放出碳氧化物。它和烷基镁或烷基锂反应，可以产生三烷基钛。